# Anoectangium hanningtonii
Anoectangium hanningtonii là một loài Rêu trong họ Pottiaceae. Loài này được Mitt. mô tả khoa học đầu tiên năm 1888.